# Liste der Bischöfe von Anagni
Die folgenden Personen waren Bischöfe von Anagni (Italien):
- 487 Felix
- 495 Fortunatus
- 595 Pelagio
- 649 Opportuno
- 680 Maurizio
- 721 Gregor I. (Giorgi)
- 743 Cesario Anagnas
- 757 Costantin
- 769 Nirgozio
- 836 Romuald
- 847 Sebastian
- 853 Nicolò I.
- 860 Zacharias
- 863 Alboni
- 872 Zacharias
- 883 Stefan
- 898 Lucido
- 993 Giovanni I.
- 1000 Luitardo
- 1006 Trasmondo
- 1015 Benedikt I.
- 1015 Giovanni II.
- 1040 Romaldo
- 1061 Bernardo
- 1062 heiliger Peter I. (Pietro da Salerno)
- 1106 Otto von Bamberg
- 1112 Peter II.
- 1124 Oiolino
- 1133 Raono
- 1146 Gregor II.
- 1154 Eleuterio (Lotario)
- 1158 Nauclero. Alessandro II.
- 1179 Asaele
- 1180 Giovanni III.
- 1196 Giovanni IV.
- 1209 Giovanni V.
- 1224 Albert
- 1237 Pandolfo
- 1256 Niccolò II.
- 1257 Giovanni VI. Compatro
- 1263 Lando
- 1276 Pietro III. Gaetano
- 1278 Nicolò III.
- 1280 Pietro IV.
- 1289 Gerardo Pigoletto
- 1290 Pietro V.
- 1295 Pietro VI.
- 1299 Leonardo
- 1320 Pietro VII.
- 1327 Alemanno di Montefiascone
- 1330 Giovanni VII. Pagnotta
- 1342 Giovanni VIII. de Scrofano
- 1348 Pietro VIII. dei Grassinis
- 1363 Giovanni Giacomo
- 1370 Nicolò IV.
- 1382 Tommaso I.
- 1399 Giacomo I. da Trevi
- 1401 Angelo degli Afflitto
- 1405 Tommaso II. di Celano
- Angelotto Fosco (1418–1426)
- 1428 Ottone de Varria
- 1429 Francesco I. di Genazzani
- 1451 Salvato
- 1478 Giovanni X. de Cremonensibus
- 1478 Taddeo
- 1478 Gentile
- 1479 Antonio
- 1484 Francesco II. Mascambruni
- 1500 Ferdinando Sancio di Cassyo
- 1515 Giacomo II. Bongalli
  - 1517 Administrator: Francesco Soderini
  - 1523 Luca De Joamnis (Kardinal)
- 1525 Conrado Carbonari
  - 1534 Administrator: Gianvincenzo Carafa
  - Administrator: Pedro Gomez Sarmiento de Villandranto (28. Januar bis 6. April 1541)
- 1541 Michele Torelli
- 1545 Zaccaria Rondani
- Benedetto Lomellini (1572–1579)
- 1579 Gaspare Viviani
- 1605 Vittorio Guarino
- 1607 Antonio Seneca di Norcia
- 1626 Gaspare Melis
- 1642 Sebastiano Gentile
- 1646 Pier Francesco Filonardi
- 1662 Gian Lorenzo Castiglione
- 1681 Bernardino Masseri
- 1696 Pietro Paolo I. Gerardi
- 1708 Giambattista I. Bassi
- 1737 Gian Antonio Bacettoni
- 1750 Domenico Monti
- 1766 Giambattista II. Filipponi-Teadermi
- 1778 Cirillo Antonino
- Giovanni XI. Devoti (1789–1804)
- 1804 Gioacchino Tosa
- 1815 Luca Amici (Administrator) (auch Bischof von Ferentino)
- 1816 N. Biordo
- 1817 Giuseppe Maria Lais
- 1831 Pier Francesco Muccioli
- 1838 Vincenzo Annovazzi
- 1846 Pietro Paolo II. Trucchi
- Clemente Pagliaro (1857–1875)
- Domenico Pietromarchi (1875–1894)
- Antonino Sardi (1894–1912)
- Silvio Gasperini (1912–1923)
- Luigi Mazzini (1923–1926)
- Gaudenzio Manuelli (1927–1931) (auch Erzbischof von L’Aquila)
- Attilio Adinolfi (1931–1945)
- Giovanni Battista Piasentini (1946–1952) (auch Bischof von Chioggia)
- Enrico Romolo Compagnone, O.C.D. (1953–1972) (auch Bischof von Terracina-Latina, Priverno e Sezze)
- Vittorio Ottaviani (1972–1973) (auch Bischof von Marsi)
- Umberto Florenzani (1973–1987)
- Luigi Belloli (1987–1999)
- Francesco Lambiasi (1999–2002)
- Lorenzo Loppa (2002–2022)
- Ambrogio Spreafico (2022–2025)
- Santo Marcianò (seit 2025)